# Cas Palau

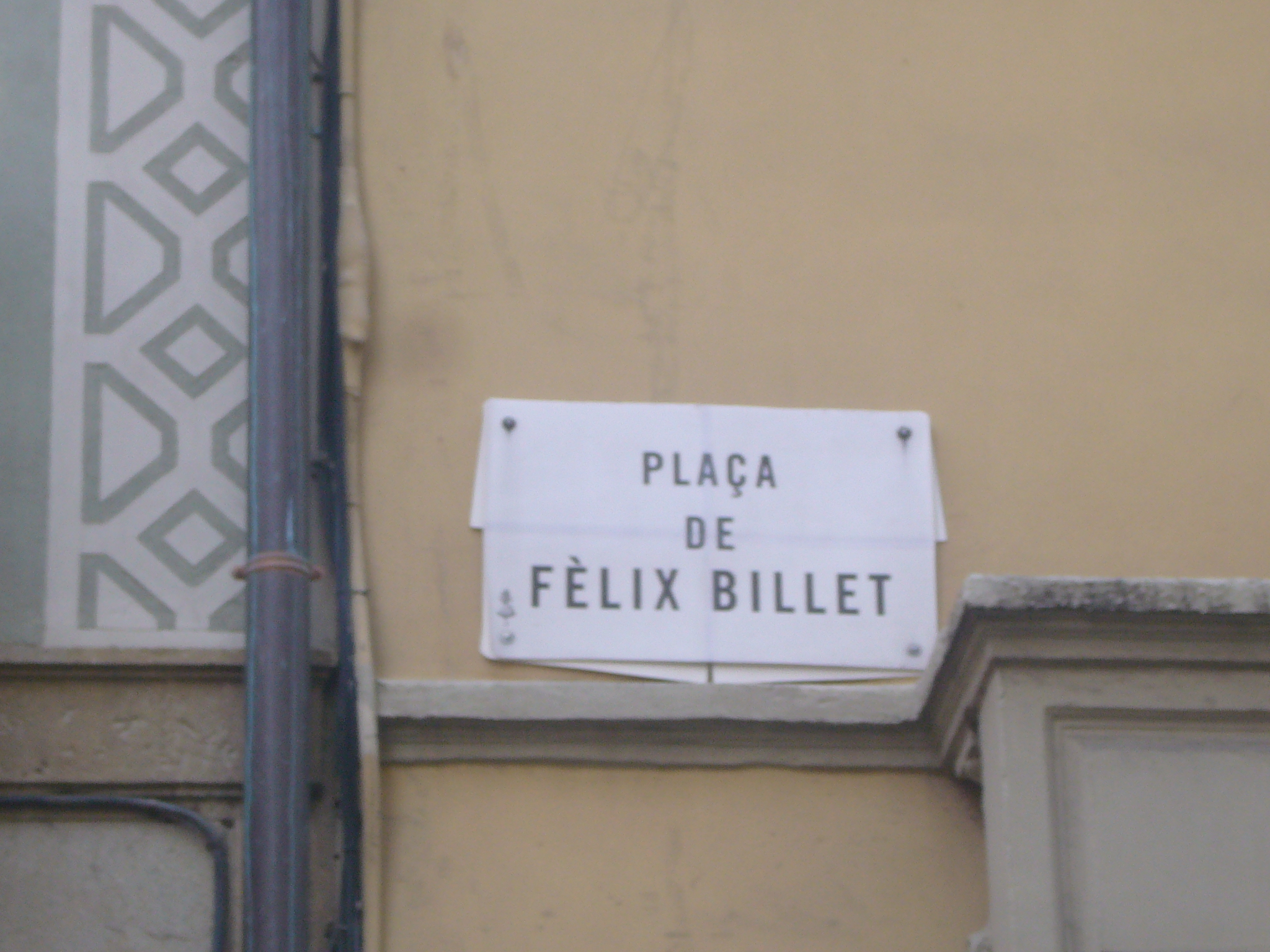
Placa amb el nom "Fèlix Billet", col·locada arran del Cas Millet, situada a la plaça de Lluís Millet, a Barcelona

El Cas Palau, també conegut com el cas Millet o el saqueig del Palau de la Música, és un cas de corrupció que va tenir lloc entre els anys 1990 i 2009 a l'entorn del Palau de la Música Catalana de Barcelona, perpetrat per Fèlix Millet i Jordi Montull. El cas es va destapar l'estiu de 2009. Vuit anys d'instrucció i després del judici, el gener de 2018 es va fer pública la sentència, que va condemnar Fèlix Millet i Jordi Montull pel desviament d'almenys 26 milions d'euros. Segons el propi Millet, Ferrovial pagava comissions a Convergència Democràtica de Catalunya a canvi d'adjudicacions d'obra pública i feien servir el Palau per blanquejar els comptes i finançar il·legalment el partit. Convergència fou condemnada a pagar sis milions d'euros. El cas és pendent d'un recurs de cassació al Tribunal Suprem d'Espanya.
El cas va originar consternació en la societat civil catalana per la importància simbòlica del Palau de la Música Catalana. Les ramificacions del cas Millet han afectat partits polítics que directament o indirecta van ésser finançats per Millet amb fons d'origen il·legal.
| «              | Som quatre-cents, i sempre som els mateixos | » |
| — Fèlix Millet |                                             |   |

## Antecedents
El desfalc va ser realitzat durant aproximadament tota la primera dècada del segle XXI i en alguns casos ha passat tant de temps que el delicte ja ha prescrit.
Ja l'any 2002 una nota anònima adreçada a la Delegació d'Hisenda de Catalunya alertava, citant només Fèlix Millet que part dels diners de la Fundació Palau de la Música es desviaven per a usos privats. Malgrat aquesta denúncia anònima, no es va realitzar cap investigació en aquell moment perquè la denúncia no aportava dades concretes que ho permetessin. Tot i així, aquesta denúncia fou arxivada amb el pertinent registre oficial d'entrada.
També el Síndic de Comptes de la Generalitat de Catalunya trobà anomalies en la gestió de l'any 2002, i n'informà l'administració responsable.

## La instrucció i imputació
El juny de 2009 la fiscalia de Barcelona sí que va presentar una querella per apropiació indeguda i falsedat contra Fèlix Millet i Tusell i tres responsables i directius més del Palau de la Música Catalana. A final de juliol de 2009 Millet es va veure implicat en una investigació de la fiscalia de Barcelona en la qual s'intentà aclarir un presumpte desviament de dos milions d'euros durant els anys 2003 i 2004 per part del patronat del Palau de la Música. El 28 de juliol de 2009 Millet fou destituït del càrrec al patronat, i el 31 de juliol cessà de la presidència del Banc de la Petita i Mitjana Empresa Bankpime.
Seguint el consell dels seus advocats, Millet reconegué el desviament de fons per als seus comptes i patrimoni personal. En una confessió de Fèlix Millet publicada al diari La Vanguardia, ell mateix confessa haver fet un desfalc per import de 3,3 milions d'euros que destinà, entre altres usos, a reformar edificacions de la seva propietat i a pagar viatges turístics a destinacions com les Maldives i Dubai. A més, i de forma molt controvertida, hi deia que havia pagat comissions i altres despeses en diner negre (diners que no consten en la comptabilitat oficial) a artistes que actuaven al Palau de la Música Catalana. Finalment, el jutge d'instrucció determinà que Convergència Democràtica de Catalunya havia rebut 5,1 milions en comissions de Ferrovial.
Durant la instrucció del cas també es van detectar irregularitats en el projecte de l'hotel del Palau de la Música, el que donà peu a l'anomenat Cas Hotel del Palau, en el qual foren imputats el 2010, i declarats innocents el maig de 2014, els responsables d'urbanisme de l'Ajuntament de Barcelona: l'extinent d'alcalde del consistori Ramon García-Bragado, l'exgerent d'urbanisme Ramon Massaguer i l'exdirector jurídic d'urbanisme Enric Lambies, així com l'arquitecte del projecte.

## Judici i sentència
El judici va començar l'1 de març de 2017 i es va acabar el 16 de juny del mateix any. El 15 de gener de 2018 el tribunal va publicar la sentència, i el 30 d'abril de 2020 el Tribunal Suprem la va ratificar. Els principals acusats, van ser condemnats a penes de presó:
- Fèlix Millet a 9 anys i 8 mesos de presó, i una multa de 4,1 milions d'euros, per malversació de diners públics, apropiació indeguda, falsedat en document mercantil, falsedat comptable, tràfic d'influències, blanqueig de diners, delicte contra la hisenda pública.
- Jordi Montull a 7 anys i 6 mesos de presó, a més d'una multa de 2,9 milions, per malversació de diners públics, apropiació indeguda, falsedat en document mercantil, falsedat comptable, tràfic d'influències, blanqueig de diners, delicte contra la hisenda pública.
- Tant Fèlix Millet com Jordi Montull hauran de retornar 23 milions d'euros a les estructures del Palau de la Música.
- Gemma Montull fou condemnada primer a 4 anys i 6 mesos de presó, però després se li ratificà la condemna a sols 4 anys, a més d'una multa de 2,6 milions d'euros, per malversació de diners públics, apropiació indeguda, falsedat en document mercantil, falsedat comptable, tràfic d'influències i blanqueig de diners. Absolta del delicte contra la hisenda pública.
- Daniel Osàcar rebé una condemna de 4 anys i 5 mesos de presó, que després se li ratificà en tres anys i mig, més una multa de 3,7 milions, per tràfic d'influències, blanqueig de diners, falsedat en document mercantil i falsedat comptable.
- Raimon Bergós Civit a 2 anys de presó per falsedat en document mercantil. Absolt de malversació de diners públics i apropiació indeguda.
- Santiago Llopart Romero a 1 any i 9 mesos de presó per falsedat en document mercantil. Absolt de malversació de diners públics i apropiació indeguda.
- Miguel Giménez-Salinas Lerín a 8 mesos de presó per falsedat en document mercantil.
- Juan Manuel Parra González a 8 mesos de presó per falsedat en document mercantil.
- Luis Rodríguez Silvestre a 1 any i 9 mesos de presó per falsedat en document mercantil.
- Vicente Muñoz García a 1 any i 9 mesos de presó per falsedat en document mercantil.
- Juan Antonio Menchén Alarcón a 1 any i 9 mesos de presó per falsedat en document mercantil.
- Edmundo Quintana Giménez a 8 mesos de presó per delicte contra la hisenda pública. Absolt de malversació de diners públics, apropiació indeguda i falsedat en document mercantil.
- A CDC 6,6 milions per finançament irregular, ja que es confirmà que van aconseguir aquests diners de Ferrovial a canvi d'obres públiques adjudicades.

El tribunal va absoldre els exdirectius de Ferrovial Pedro Buenaventura i Juan Elizaga i el directiu de Publicitat Marc Martí Ramon perquè va considerar que els delictes havien prescrit i va absoldre també la exdirectora general del Palau Rosa Garicano. El Cas Palau fou la cinquena sentència per finançament il·legal del sistema català de partits, tres contra Unió (Cas Treball, Cas Turisme, Cas Pallerols, una contra el PSC (Cas Filesa) i aquesta darrera contra Convergència Democràtica de Catalunya. Com que la Generalitat de Catalunya es va retirar de l'acusació el 2010, el pagament dels sis milions d'euros anirà a parar al govern central.